# Bregava
Bregava (stari nazivi Vidoštica i Vidova rijeka) je lijevi pritok Neretve u Bosni i Hercegovini. Izvire na apsolutnoj visini od 120 metara 7 km istočno od Stoca, ispod planine Hrgud. Njeno slijevno područje leži između Neretve na zapadu i Trebišnjice na jugoistoku i površine je 470 km².
Bregava nastaje od stalnih vrela Bitunje i Hrguda i povremenih vrela Malog i Velikog Suhavića. Dužina toka iznosi 31 km s prosječnim padom od 3,7 m/km. Ulijeva se u Neretvu kod mjesta Klepci kraj Čapljine. Rijeka je udubila korito u obliku kanjona čije dolinske strane dostižu visinu i do 700 m. U proširenjima se nalaze aluvijalni nanosi. Veće mjesto kroz koje protječe je Stolac.

## Povijest
Bregava kod Radimlje je bila mjestom masovnog zločina nad Hrvatima poslije Drugoga svjetskog rata. Hrvatski hercegovački Bleiburg čine i masovne grobnice u kanalima i u koritu Bregave.

## Vanjske poveznice
|  | Zajednički poslužitelj ima još gradiva o temi Bregava |

- Znanstveni sat: Hidrologija krške rijeke Bregave (Građevinski fakultet Sveučilišta u Mostaru)